# Val Kilmer
Val Edward Kilmer (Los Angeles, 31 dicembre 1959 – Los Angeles, 1º aprile 2025) è stato un attore statunitense.
Esordì come attore teatrale per poi diventare popolare a metà degli anni ottanta grazie ad alcuni film commedia come Top Secret! (1984), Scuola di geni (1985) e prendendo parte a film d'azione in ruoli da protagonista come Top Gun e  Willow.
Durante gli anni novanta è apprezzato dalla critica grazie ad alcune interpretazioni in film che hanno avuto anche successo commerciale: ha impersonato Jim Morrison in The Doors, Doc Holliday in Tombstone, Batman in Batman Forever, Chris Shiherlis in Heat - La sfida, Simon Templar nella versione del 1997 de Il Santo e il colonnello John Patterson in Spiriti nelle tenebre. Agli inizi del 2000 appare in ruoli apprezzati positivamente in Salton Sea - Incubi e menzogne e Spartan; compare inoltre in Kiss Kiss Bang Bang, Alexander e come la voce di KITT in Knight Rider.

## Biografia

### Infanzia e gioventù
Val Kilmer è nato a Los Angeles l'ultimo giorno del 1959, da Eugene Kilmer (1921-1993) e Gladys Ekstadt (1928-2019), ed è secondo di tre figli. La sua famiglia ha origini scozzesi, irlandesi, svedesi e tedesche. Il nonno paterno era un minatore d'oro nel Nuovo Messico. I genitori di Kilmer divorziarono quando l'attore aveva solo otto anni e, mentre sua madre si trasferì in Arizona ottenendo un lavoro come hostess, Kilmer trascorse gran parte della sua infanzia nella San Fernando Valley col padre, il fratello maggiore Mark e il minore Wesley, rimanendo tuttavia profondamente deluso dell'esperienza. Nel 1977 il fratello minore Wesley annegò in una piscina a 15 anni; il padre morirà nel 1993.
In questo periodo ebbe modo di aderire al credo cristiano scientista, oltre a frequentare la Chatsworth High School, insieme agli attori Kevin Spacey e Mare Winningham. Passò quindi alla Berkeley Hall School, una scuola cristiano scientista di Beverly Hills, ed infine divenne la persona più giovane del tempo ad essere accettata alla facoltà di arte drammatica della Juilliard School, dove faceva parte del Gruppo 10. Il 5 maggio 2012 gli è stato consegnato un dottorato onorario in arti visive alla William Woods University.

### Anni ottanta: debutto e successo
Nel 1981, mentre era alla Juilliard, Kilmer partecipò alla stesura e prese parte ad una rappresentazione teatrale intitolata How It All Began, presentata al Public Theatre nel corso del New York Shakespeare Festival. Ammirato da Francis Ford Coppola, che gli propose un ruolo nel film da lui diretto I ragazzi della 56ª strada nel 1983, l'attore rifiutò per evitare che il suo allontanamento causasse lo scioglimento della società teatrale di cui faceva parte.
Nel 1983 apparve a Broadway in The Slab Boys con Kevin Bacon e Sean Penn. Quello stesso anno, arrivò il suo primo ruolo fuori dal teatro in un episodio di ABC Afterschool Specials, intitolato One Too Many, accanto ad una giovane Michelle Pfeiffer. Ispirato dal tempo passato con la Pfeiffer, Kilmer scrisse un libro di poesie intitolato My Edens After Burns, pubblicato nel 1987 (molto difficile da reperire e che può costare fino a 1500 dollari).
Nel 1984 debuttò, all'età di ventiquattro anni, nel film comico Top Secret!, nel quale interpretava una star rock and roll statunitense ; oltre a recitare, nel film Kilmer cantava personalmente vari brani musicali, inclusi in seguito in un album che ha preso il nome del suo personaggio, "Nick Rivers".
Durante una breve pausa fece un viaggio in Europa zaino in spalla, prima di interpretare il ruolo da protagonista nella commedia del 1985 Scuola di geni. Dopo aver rifiutato dei ruoli in Dune e in Blue Velvet, venne incluso nel cast del film di azione ad alto budget Top Gun, nel ruolo di Iceman, al fianco di Tom Cruise. Il film incassò 344 milioni di dollari in tutto il mondo. Dopo ruoli televisivi in Incatenato all'inferno e I delitti della via Morgue, Kilmer interpretò Madmartigan in Willow e sul set incontrò anche la futura moglie Joanne Whalley.

### Anni novanta
Dopo diversi rinvii, il regista Oliver Stone iniziò la produzione del film The Doors, incentrato sulla vita di Jim Morrison, girato vent'anni dopo la morte del leader dei Doors. Kilmer memorizzò tutti i testi delle canzoni cantate da Jim Morrison prima della sua audizione e dopo essere stato accettato per la parte si preparò partecipando a diversi concerti tributo ai Doors e leggendo le poesie di Morrison. L'attore trascorse quasi un anno, prima delle riprese, vestito come Morrison e frequentando spesso i locali preferiti dal cantante sulla Sunset Strip. La sua interpretazione di Morrison fu acclamata dalla critica e alcuni membri dei Doors notarono che era loro difficile distinguere la voce di Kilmer dalla voce di Morrison.
Agli inizi degli anni novanta Kilmer è nel cast di Cuore di tuono, di Una bionda tutta d'oro e collabora nuovamente con Tony Scott in Una vita al massimo, scritto da Quentin Tarantino, in cui interpreta Elvis Presley. Nel 1993 Kilmer è nei panni di Doc Holliday nel western Tombstone, diretto da George Pan Cosmatos accanto a Kurt Russell. Nel film, Doc Holliday suona il Notturno op. 72 n. 1 in Mi minore di Chopin. Non sapendo suonare il pianoforte, Kilmer si preparò esercitandosi su questo pezzo per mesi. Nel 1995 è nel cast di Le ali del coraggio e nello stesso anno recita accanto ad Al Pacino e Robert De Niro in Heat - La sfida, che è considerato uno dei migliori thriller degli anni novanta.
Nel dicembre 1993, Joel Schumacher, regista di Batman Forever, vide Tombstone e rimase molto colpito dalla performance di Kilmer. Schumacher lo ritenne perfetto per il ruolo di Batman, nonostante al tempo il ruolo fosse ancora di Michael Keaton. Nel luglio 1994 Keaton decise di non tornare per un terzo film della saga. Kilmer accettò il ruolo senza aver letto la sceneggiatura e senza sapere chi sarebbe stato il nuovo regista. Distribuito nel giugno 1995, Batman Forever fu un grande successo commerciale. Critiche positive andarono a Kilmer che mostrò maggior carisma di Keaton e che divenne l'attore preferito da Bob Kane tra quelli che hanno impersonato Batman.
Nel febbraio del 1996 Kilmer decise di non girare un altro film della saga di Batman, ritenendo che la figura di Batman venisse troppo spesso messa in secondo piano a favore dei cattivi. George Clooney rimpiazzò Kilmer nel 1997 in Batman & Robin. Nel 1996 Kilmer è nel cast Spiriti nelle tenebre con Michael Douglas. L'anno dopo recita nel film Il Santo. Kilmer gradì recitare in un thriller meno serio rispetto ai suoi passati lavori ed anche il ruolo camaleontico di Simon Templar, superladro internazionale che si destreggia tra congegni high-tech e travestimenti. Nel 1998 doppia Mosè in Il principe d'Egitto, prima di interpretare un uomo affetto da cecità in A prima vista, che ha descritto come il ruolo più difficile della sua carriera.

### Anni duemila

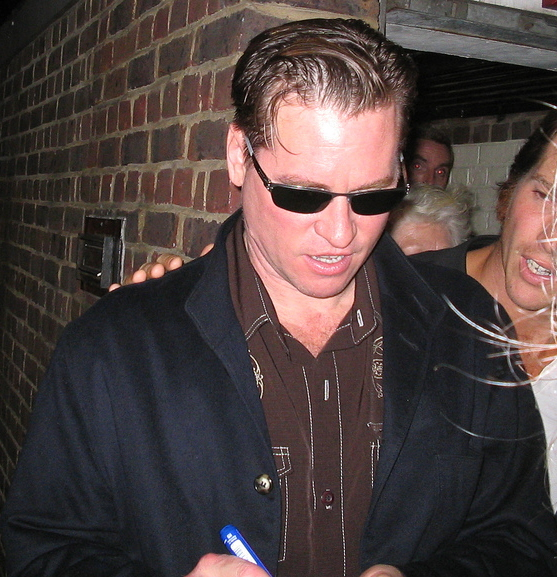
Val Kilmer nel 2005.

Il primo ruolo di Kilmer nel 2000 è nel film Pianeta rosso, flop ai botteghini nonostante l'elevato budget. È poi in Pollock e conduce per la prima volta il Saturday Night Live. Nel 2003 Kilmer recita a fianco di Kate Bosworth nel thriller Wonderland, in cui interpreta il "Re del Porno" John Holmes, quando la sua carriera era in declino e in balia della tossicodipendenza. Appare, inoltre, in The Missing diretto nuovamente da Ron Howard.
L'anno dopo, è nel cast di Spartan con la regia di David Mamet, in cui interpreta Robert Scott, un ufficiale delle squadre speciali dell'esercito degli Stati Uniti che viene incaricato di ritrovare la giovane figlia del presidente. In preparazione alla parte ha ricevuto un addestramento come quello delle Delta Force, corpo speciale dell'Esercito degli Stati Uniti con funzione principale la lotta al terrorismo.
Nel 2003 è sul set di Nella mente del serial killer, che verrà distribuito solo nel 2005. Nello stesso periodo esce anche il controverso Alexander di Oliver Stone, incentrato sulla vita di Alessandro Magno.
Nel 2004, Kilmer torna a teatro per interpretare Mosè (a cui aveva precedentemente dato la voce ne Il principe d'Egitto) per la rappresentazione di The Ten Commandments: The Musical. Accanto ad Adam Lambert, la rappresentazione è andata in scena al Kodak Theater di Hollywood. Lo stesso anno è presente in un episodio di Entourage in cui è nei panni di un funzionario la cui principale fonte di guadagno è la coltivazione e la vendita di cannabis.

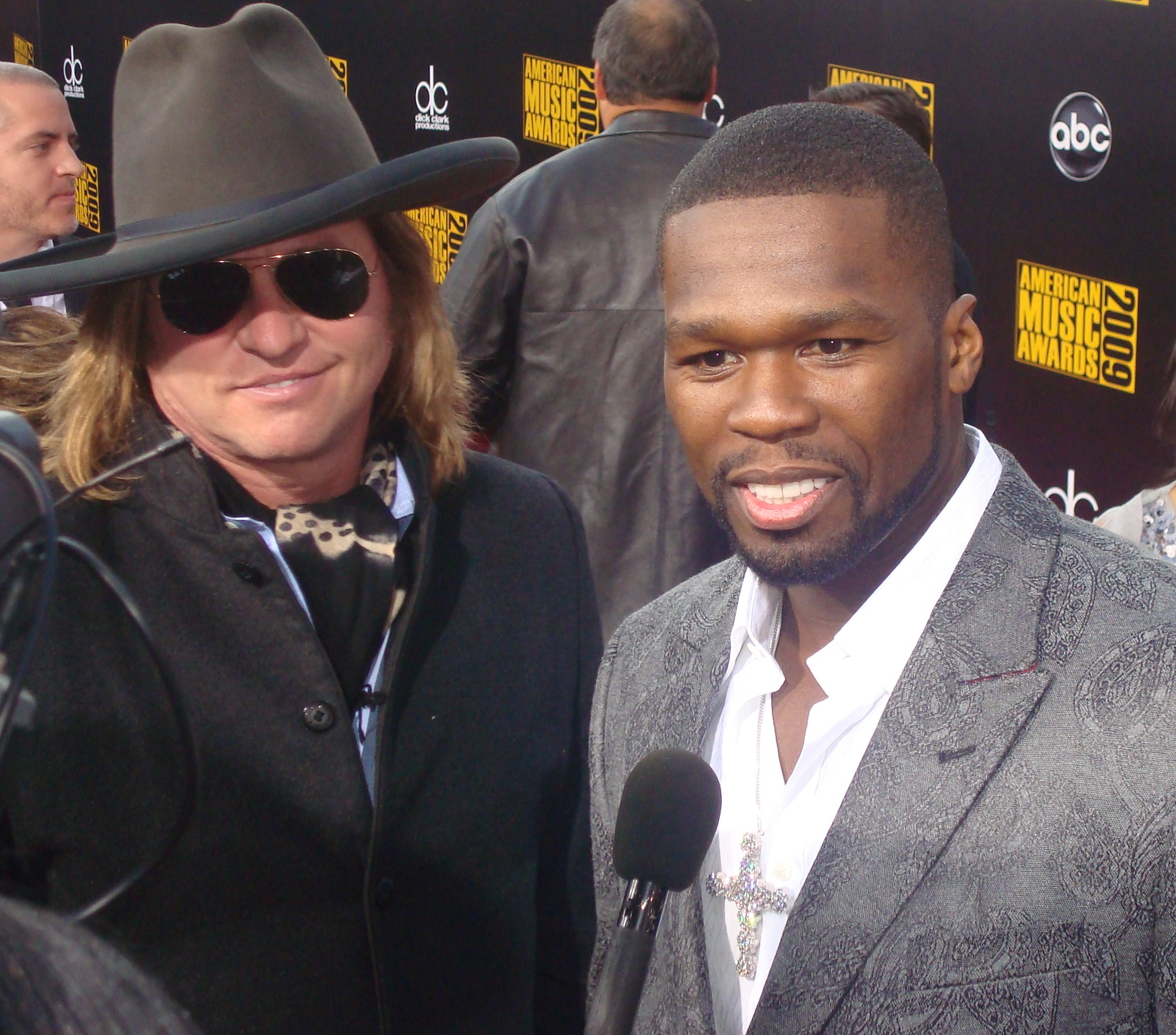
Kilmer con 50 Cent agli AMAs nel 2009.

Dal giugno al settembre 2005 Kilmer è ancora a teatro con Il postino suona sempre due volte a Londra. Nel 2005 inoltre è nel cast di Kiss Kiss Bang Bang con Robert Downey Jr., presentato fuori concorso al 58º Festival di Cannes.
L'anno dopo si riunisce per una terza volta con il regista Tony Scott per il film Déjà vu - Corsa contro il tempo. Nel 2008 interpreta John Smith in Felon - Il colpevole accanto a Stephen Dorff. Il film ha inizialmente una distribuzione limitata, ma diventa poi un successo grazie al passaparola.
Kilmer è stato la voce della macchina KITT nella serie televisiva Knight Rider nel 2008, rimpiazzando Will Arnett. Secondo la tradizione della serie originale, Kilmer non è stato accreditato per il ruolo. Successivamente ha recitato accanto a Nicolas Cage in Il cattivo tenente - Ultima chiamata New Orleans e accanto a 50 Cent in Streets of Blood, entrambi usciti nelle sale nel 2009.

### Anni duemiladieci
Nel 2010 Kilmer riesce finalmente a collaborare con l'amico Francis Ford Coppola nel film Twixt. Il film è stato girato quasi interamente nella tenuta di Coppola nella Contea di Napa, le riprese si sono tenute in cinque settimane ed è stato finanziato interamente da Coppola. La pellicola è stata presentata al Toronto International Film Festival l'11 settembre 2011.
Nel 2012 Kilmer è stato candidato per un Grammy Award per Best Spoken Word. Nel 2013 si riunisce con l'attore Anthony Edwards (con cui aveva recitato in Top Gun) per doppiare il film d'animazione Disney, Planes.
Nel 2017 appare nel film di Terrence Malick, Song to Song, con Rooney Mara e Ryan Gosling.
Nel giugno 2018 Kilmer viene confermato nel suo vecchio ruolo di Tom "Iceman" Kazansky in Top Gun: Maverick.

### Anni duemilaventi
Nel 2020 pubblica un'autobiografia dal titolo I'm Your Huckleberry, tratto da una battuta del film Tombstone. Nel 2021 viene distribuito il documentario Val, narrato dal figlio Jack.

## Vita privata
Sostenitore del Partito Democratico statunitense e di fede cristiano scientista, sul set del film Willow (1988) ha conosciuto l'attrice Joanne Whalley, che ha sposato nel marzo 1988 e da cui ha avuto due figli: Mercedes (1991) e Jack (1995). I due hanno divorziato nel febbraio del 1996.

### Problemi di salute e morte
Nel gennaio 2015 è stato ricoverato per dei test per un possibile tumore, ma l'attore ha negato tramite i suoi profili social: "Non ho avuto un tumore o un'operazione per un tumore o nessuna operazione." Dopo aver più volte negato le voci di una possibile malattia, nell'aprile 2017 ha affermato che stava "guarendo dal cancro". È stato successivamente rivelato che si stava riprendendo da una battaglia di due anni contro un cancro alla gola. Durante questo periodo, l'attore ha subito una tracheotomia che ha inevitabilmente danneggiato la sua voce.
Muore il 1º aprile 2025 a Los Angeles, all'età di 65 anni, a causa di una polmonite.; secondo il certificato di morte, l'attore era anche affetto da un carcinoma a cellule squamose alla base della lingua. È stato cremato il 7 aprile.

## Filmografia

### Cinema
- Top Secret!, regia di Jim Abrahams, David Zucker e Jerry Zucker (1984)
- Scuola di geni (Real Genius), regia di Martha Coolidge (1985)
- Top Gun, regia di Tony Scott (1986)
- Willow, regia di Ron Howard (1988)
- Kill Me Again - Uccidimi due volte (Kill Me Again), regia di John Dahl (1989)
- The Doors, regia di Oliver Stone (1991)
- Cuore di tuono (Thunderheart), regia di Michael Apted (1992)
- Una vita al massimo (True Romance), regia di Tony Scott (1993)
- Una bionda tutta d'oro (The Real McCoy), regia di Russell Mulcahy (1993)
- Tombstone, regia di George Pan Cosmatos (1993)
- Le ali del coraggio (Wings of Courage), regia di Jean-Jacques Annaud (1995)
- Batman Forever, regia di Joel Schumacher (1995) – Bruce Wayne / Batman
- Heat - La sfida (Heat), regia di Michael Mann (1995)
- Dead Girl, regia di Adam Coleman Howard (1996)
- L'isola perduta (The Island of Dr. Moreau), regia di John Frankenheimer (1996)
- Spiriti nelle tenebre (The Ghost and the Darkness), regia di Stephen Hopkins (1996)
- Il Santo (The Saint), regia di Phillip Noyce (1997)
- A prima vista (At First Sight), regia di Irwin Winkler (1999)
- Joe the King, regia di Frank Whaley (1999)
- Pollock, regia di Ed Harris (2000)
- Pianeta rosso (Red Planet), regia di Anthony Hoffman (2000)
- Salton Sea - Incubi e menzogne (The Salton Sea), regia di D. J. Caruso (2002)
- Hard Cash (Run for the Money), regia di Predrag Antonijevic (2002)
- Masked and Anonymous, regia di Larry Charles (2003)
- Wonderland, regia di James Cox (2003)
- The Missing, regia di Ron Howard (2003)
- Blind Horizon - Attacco al potere (Blind Horizon), regia di Michael Haussman (2003)
- Spartan, regia di David Mamet (2004)
- Stateside - Anime ribelli (Stateside), regia di Reverge Anselmo (2004)
- Nella mente del serial killer (Mindhunters), regia di Renny Harlin (2004)
- George and the Dragon, regia di Tom Reeve (2004) - cameo non accreditato
- Alexander, regia di Oliver Stone (2004)
- Kiss Kiss Bang Bang, regia di Shane Black (2005)
- 10th & Wolf, regia di Robert Moresco (2006)
- Played - Se non giochi muori (Played), regia di Sean Stanek (2006)
- Moscow Zero, regia di María Lidón (2006)
- Summer Love, regia di Piotr Uklanski (2006)
- Déjà vu - Corsa contro il tempo (Déjà Vu), regia di Tony Scott (2006)
- Have Dreams, Will Travel, regia di Brad Isaacs (2007)
- Conspiracy, regia di Adam Marcus (2008)
- Columbus Day, regia di Charles Burmeister (2008)
- Love Guru (The Love Guru), regia di Marco Schnabel (2008) – cameo non accreditato
- Felon - Il colpevole (Felon), regia di Ric Roman Waugh (2008)
- 2:22 - La rapina ha inizio (2:22), regia di Phillip Guzman (2008)
- The Steam Experiment, regia di Philippe Martinez (2009)
- American Cowslip, regia di Mark David (2009)
- La creatura dei ghiacci (The Thaw), regia di Mark A. Lewis (2009)
- Streets of Blood, regia di Charles Winkler (2009)
- Il cattivo tenente - Ultima chiamata New Orleans (Bad Lieutenant: Port of Call New Orleans), regia di Werner Herzog (2009)
- Hardwired - Nemico invisibile (Hardwired), regia di Ernie Barbarash (2009)
- Double Identity, regia di Dennis Dimster (2010)
- Bloodworth, regia di Shane Dax Taylor (2010)
- MacGruber, regia di Jorma Taccone (2010)
- Mister Vendetta (The Traveler), regia di Michael Oblowitz (2010)
- Arma micidiale (Gun), regia di Jessy Terrero (2010)
- Bulletproof Man (Kill the Irishman), regia di Jonathan Hensleigh (2011)
- Linea nemica - 5 Days of War (5 Days of War), regia di Renny Harlin (2011)
- Twixt, regia di Francis Ford Coppola (2011)
- Blood Out, regia di Jason Hewitt (2011)
- Dal profondo del cuore (Deep in the Heart), regia di Christopher Cain (2012)
- 7 Below, regia di Kevin Carraway (2012)
- Wyatt Earp - La leggenda (Wyatt Earp's Revenge), regia di Michael Feifer (2012)
- The Fourth Dimension, regia di Harmony Korine, Alexsei Fedorchenko e Jan Kwiecinski (2012)
- Breathless, regia di Jesse Baget (2012)
- Riddle, regia di John O. Hartman e Nicholas Mross (2012)
- Standing Up, regia di D. J. Caruso (2012)
- Palo Alto, regia di Gia Coppola (2013)
- Tom Sawyer & Huckleberry Finn, regia di Jo Kastner (2014)
- Song to Song, regia di Terrence Malick (2017)
- L'uomo di neve (The Snowman), regia di Tomas Alfredson (2017)
- Cinema Twain, regia di Val Kilmer (2019)
- Jay e Silent Bob - Ritorno a Hollywood (Jay and Silent Bob Reboot), regia di Kevin Smith (2019)
- The Birthday Cake - Vendetta di famiglia (The Birthday Cake), regia di Jimmy Giannopoulos (2021)
- Top Gun: Maverick, regia di Joseph Kosinski (2022)

### Televisione
- ABC Afterschool Specials – serie TV, 1 episodio (1985)
- Gli assassinii della via Morgue (The Murders in the Rue Morgue), regia di Jeannot Szwarc – film TV (1986)
- Incatenato all'inferno (The Man Who Broke 1,000 Chains) – film TV (1987)
- La vera storia di Billy the Kid (Billy the Kid), regia di William A. Graham – film TV (1989)
- Entourage – serie TV, episodio 1x05 (2004)
- Numb3rs – serie TV, episodio 1x04 (2007)
- Comanche Moon – miniserie TV (2008)
- XIII - Il complotto (XIII: The Movie) – miniserie TV (2008)
- Knight Rider – serie TV, 18 episodi (2008-2009)
- Saturday Night Live – episodio TV (2011)
- Life's Too Short – serie TV, episodio 1x08 (2013)
- Ghost Ghirls – serie TV, 2 episodi (2013)
- The Spoils of Babylon – serie TV, 4 episodi (2014)
- Psych – serie TV, episodio 8x10 (2014)
- Val, regia di Leo Scott e Ting Poo – documentario (2021)

### Doppiatore
- Il principe d'Egitto (The Prince of Egypt), regia di Brenda Chapman, Steve Hickner e Simon Wells (1998)
- Delgo e il destino del mondo (Delgo), regia di Marc F. Adler e Jason Maurer (2008)
- Spider-Man: Edge of Time - videogioco (2011)
- Planes, regia di Klay Hall (2013)
- Robot Chicken – serie TV, 1 episodio (2014)

## Doppiatori italiani
Nelle versioni in italiano delle opere in cui ha recitato, Val Kilmer è stato doppiato da:
- Sandro Acerbo in Scuola di geni, Top Gun, Killing Me Again - Uccidimi due volte, Le ali del coraggio, Heat - La sfida, Pollock, Pianeta rosso, Spartan, MacGruber, Val, Top Gun: Maverick
- Roberto Pedicini in Spiriti nelle tenebre, Il Santo, A prima vista, The Missing, Nella mente del serial killer, Entourage, Love Guru, Blood Out
- Massimo Lodolo in Willow, Alexander, Stateside - Anime ribelli, Il cattivo tenente - Ultima chiamata New Orleans, XIII - Il complotto, 7 Below, L'uomo di neve
- Vittorio De Angelis in Cuore di tuono, Tombstone, 10th & Wolf, Conspiracy, Hardwired - Nemico invisibile, Bloodworth, Wyatt Earp - La leggenda
- Loris Loddi in The Doors, Batman Forever, L'isola perduta, Salton Sea - Incubi e menzogne, Kiss Kiss Bang Bang, Linea nemica - 5 Days of War
- Massimo Rossi in Hard Cash, Blind Horizon - Attacco al potere, Déjà vu - Corsa contro il tempo, Bulletproof Man
- Alberto Angrisano in George and the Dragon, Psych, Life's Too Short, Breathless
- Mauro Gravina in Top Secret!
- Claudio Moneta ne Gli assassinii della via Morgue
- Gino La Monica in Incatenato all'inferno
- Romano Malaspina in Una vita al massimo
- Luca Ward in Una bionda tutta d'oro
- Alberto Olivero in Masked and Anonymous
- Christian Iansante in Wonderland
- Mario Cordova in Numb3rs
- Andrea Ward in Played - Se non giochi muori
- Francesco Pannofino in Felon - Il colpevole
- Claudio De Davide in Comanche Moon
- Stefano De Sando in Streets of Blood
- Francesco Prando in Double Identity
- Roberto Draghetti in Dal profondo del cuore
- Andrea Lavagnino in Song to Song

Da doppiatore è sostituito da:
- Roberto Pedicini ne Il principe d'Egitto
- Vittorio De Angelis in Knight Rider
- Alessandro Zurla in Delgo e il destino del mondo
- Carlo Scipioni in Planes